# 54967 Millucci
54967 Millucci este un asteroid din centura principală, descoperit pe 15 august 2001, de Andrea Boattini și Luciano Tesi.